# Macaduma foliacea
Macaduma foliacea är en fjärilsart som beskrevs av Rothschild 1912. Macaduma foliacea ingår i släktet Macaduma och familjen björnspinnare. Inga underarter finns listade i Catalogue of Life.